# Procirep
La Procirep (également écrit PROCIREP), ou Société des producteurs de cinéma et de télévision, est une société civile chargée de représenter les producteurs français dans le domaine des droits d'auteurs.

## Histoire
La PROCIREP est créée en 1967 sous le nom de Société civile pour la perception et la répartition des droits de représentation publique des films cinématographiques. Elle a pour mission de gérer les droits revenant aux producteurs d'œuvres cinématographiques. En 1985, à la suite de la loi Lang sur le droit d’auteur et les droits voisins, l'organisation prend le nom de PROCIREP (Société des producteurs de cinéma et de télévision) et devient une société civile de perception et de répartition de droits (SPRD). La loi Lang ayant institué une rémunération par copie privée au profit de tous les producteurs de vidéogrammes (dans le cinéma et l'audiovisuel), la PROCIREP sous sa nouvelle forme a désormais pour but de gérer cette rémunération.

## Activités
En 2011, la PROCIREP regroupe plus de 500 sociétés de production et ayants droit français, l’ensemble des organisations professionnelles de producteurs cinématographiques et audiovisuels, ainsi que les producteurs européens à travers la fédération européenne Eurocopya, qui réunit les sociétés collectives de producteurs gérant la copie privée en Europe, et dont la Procirep est membre fondateur.